# كوردوغلو مصلح الدين ريس
كوردوغلو مصلح الدين ريس (1487م - 1535م)، (بالتركية: Kurdoğlu Muslihiddin Reis)، أمير البحر في الدولة العثمانية  وسنجق بكي (محافظ) جزيرة رودس. لعب دورا هاما في الفتوحات العثمانية لمصر (1517م) وفتح جزيرة رودس (1522م) حيث قاد القوات البحرية العثمانية في تلك الفتوحات.
ساعد في إنشاء الأسطول العثماني بالمحيط الهندي والذي كان مقره في السويس بمصر، والذي تولى قيادته لاحقاً ابنه القبطان كوردوغلو خضر ريس (بالتركية: Kurdoğlu Hızır Reis).

## اسمه في المصادر الأجنبية
كان كوردوغلو يُعرف باسم «كورتوغولي» Curtogoli  في أوروبا وخاصة في إيطاليا وفرنسا وإسبانيا.
يُشار إليه المصادر الأجنبية بأسماء مختلفة محرفة عن اسمه الأصلي مثل:
- كاديغولي Cadegoli.
- كادولي Cadoli.
- غادولي Gadoli.
- كورتوغ علي Kurtog Ali.
- كوردوغلي Kurdogli.
- كوردوغولي Kurdogoli.
- كوردوغلو Kurdoglou.
- كارتوغلي Cartugli.
- كارتاللي Cartalli.
- أورثوغوت Orthogut.

## علاقته مع القباطين العثمانيين
اسم كوردوغلو (بالتركية: Kurdoğlu) يعني ابن الذئب في اللغة التركية، وهو اسم عائلة مصلح الدين الذي أخذ ذلك الاسم عن والده كورت بك (بالتركية: Kurt Bey) الذي كان بحارا تركيا من الأناضول ثم ذهب إلى شمال غرب أفريقيا من أجل الفتوحات جنبا إلى جنب مع غيره من القباطين العثمانييين في تلك الفترة مثل الأخوان بربروسا: عروج بربروس وخير الدين بربروس.
أصبح خير الدين بربروس صديقا مقربا من كوردوغلو مصلح الدين ريس الذي أسمى ابنه علي اسم خير الدين بربروس الأصلي، وهو: خضر.
عمل عروج بربروسا، وخير الدين بربروسا، وكمال ريس، وبيري ريس وكوردوغلو مصلح الدين ريس معا في البحر الأبيض المتوسط في العديد من المناسبات. وفي عام 1522م أرسل خير الدين بربروس أسطوله الخاص لمساعدة قوات كوردوغلو مصلح الدين ريس أثناء الفتح العثماني لجزيرة رودس التي كانت قاعدة لفرسان القديس يوحنا.

## ابنه القبطانكوردوغلو خضر ريس
كان كوردوغلو مصلح الدين ريس هو والد كوردوغلو خضر ريس قائد الأسطول البحري العثماني في المحيط الهندي والذي قاد الحملة البحرية العثمانية إلى سومطرة في إندونيسيا (1568-1569م) من أجل حمايته من العدوان البرتغالي. ففي عام 1569م وصل الأسطول العثماني إلى منطقة آتشيه التي كان حاكمها السلطان علاء الدين القاهر قد أعلن عام 1565م الولاء للإمبراطورية العثمانية. مثّل هذا الحدث أقصى توسع إقليمي للدولة العثمانية في الشرق. وظلت آتشيه تحت الحماية العثمانية حتى أواخر القرن 18، وحليفة للدولة العثمانية حتى عام 1904 عندما انضوت إلى حد كبير تحت السيطرة الهولندية.

## عملياته البحرية المبكرة

علم الحفصيين.

في عام 1508م حصل كوردوغلو مصلح الدين ريس على إذن من السلطان الحفصي أبو عبد الله محمد الخامس باستخدام بنزرت قاعدة لعملياته في السواحل الغربية للبحر الأبيض المتوسط، وفي مقابل هذا الإذن يحصل السلطان على خمس الغنائم والأرباح.

ساحل ليغوريا مبين باللون الأخضر.

جمّع كوردوغلو أسطولاً من نحو ثلاثين سفينة وعلى متنها 6000 من المحاربين، ثم هاجم ليغوريا في صيف عام 1508م، حيث رست قواته في ديانو مارينا (Diano Marina) ودخل المدينة بقواته.

### حصارجزيرة رودس
في السنة التالية تلقى نداءً من سلطان الدولة العثمانية السلطان بايزيد الثاني للمشاركة في الهجوم على جزيرة رودس، وفي شباط / فبراير 1509م شارك في الحملة العثمانية على جزيرة رودس ضد فرسان القديس يوحنا بقيادة 17 سفن لنقل الجنود الإنكشارية إلى الجزيرة. ومع ذلك، فإن الحصار لم ينجح في فتح الجزيرة وتم رفع الحصار في النهاية.

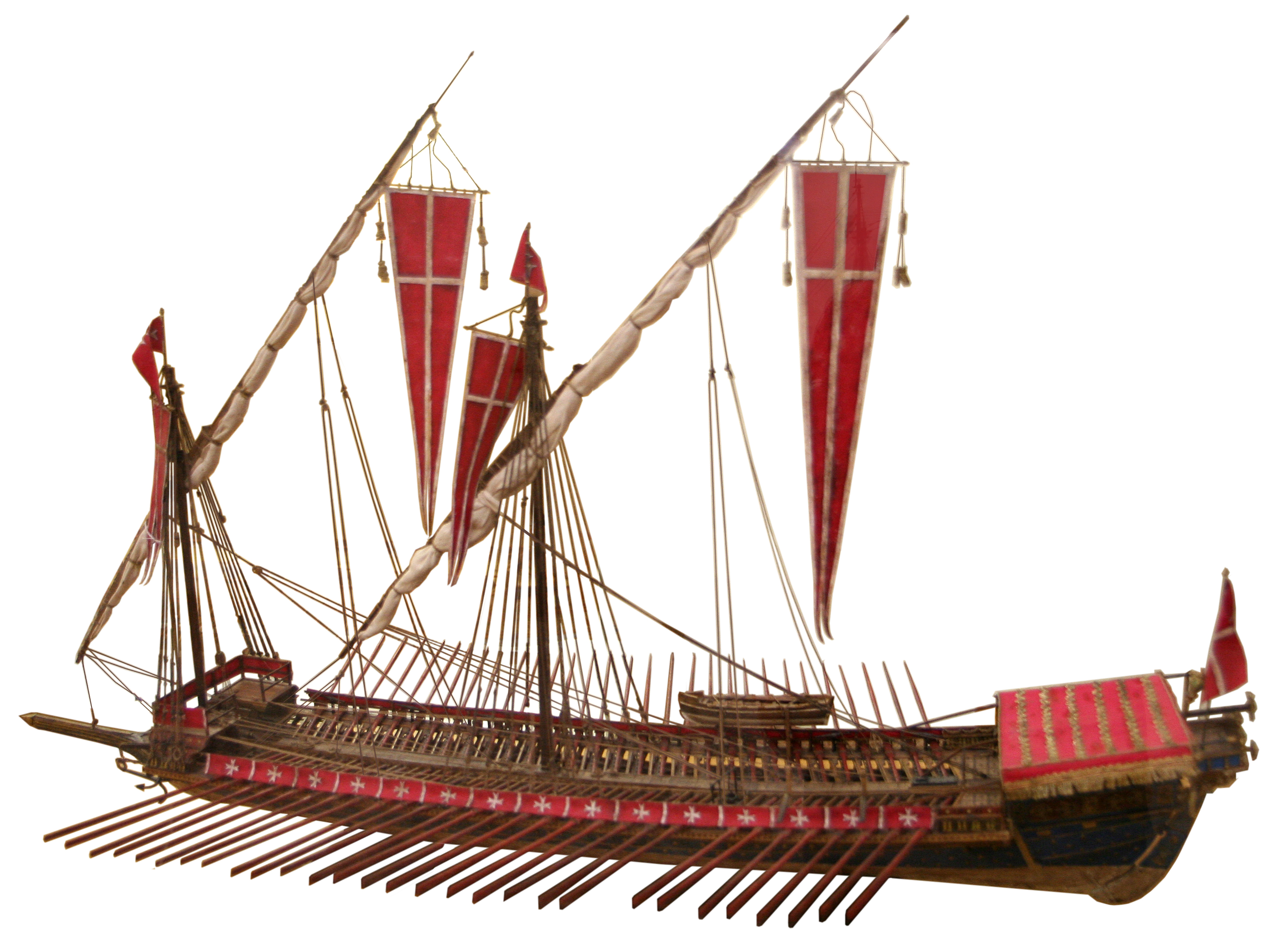
نموذج لتصميم مالطي مميز للقرن السادس عشر، العصر العظيم الأخير للقوادس الحربية.

### عملياته البحرية الأولى

موقع نهر التيبر في وسط إيطاليا.

في آب / أغسطس عام 1509م، اشتبك مع سفينتي قادس (Galley) للدولة البابوية كانوا تحت قيادة بالإسار دي بياسا (Baldassarre di Biassa) بالقرب من مصب نهر التيبر ثاني أطول نهر في إيطاليا والكائن في وسط إيطاليا، واستولى على قادس منهما.

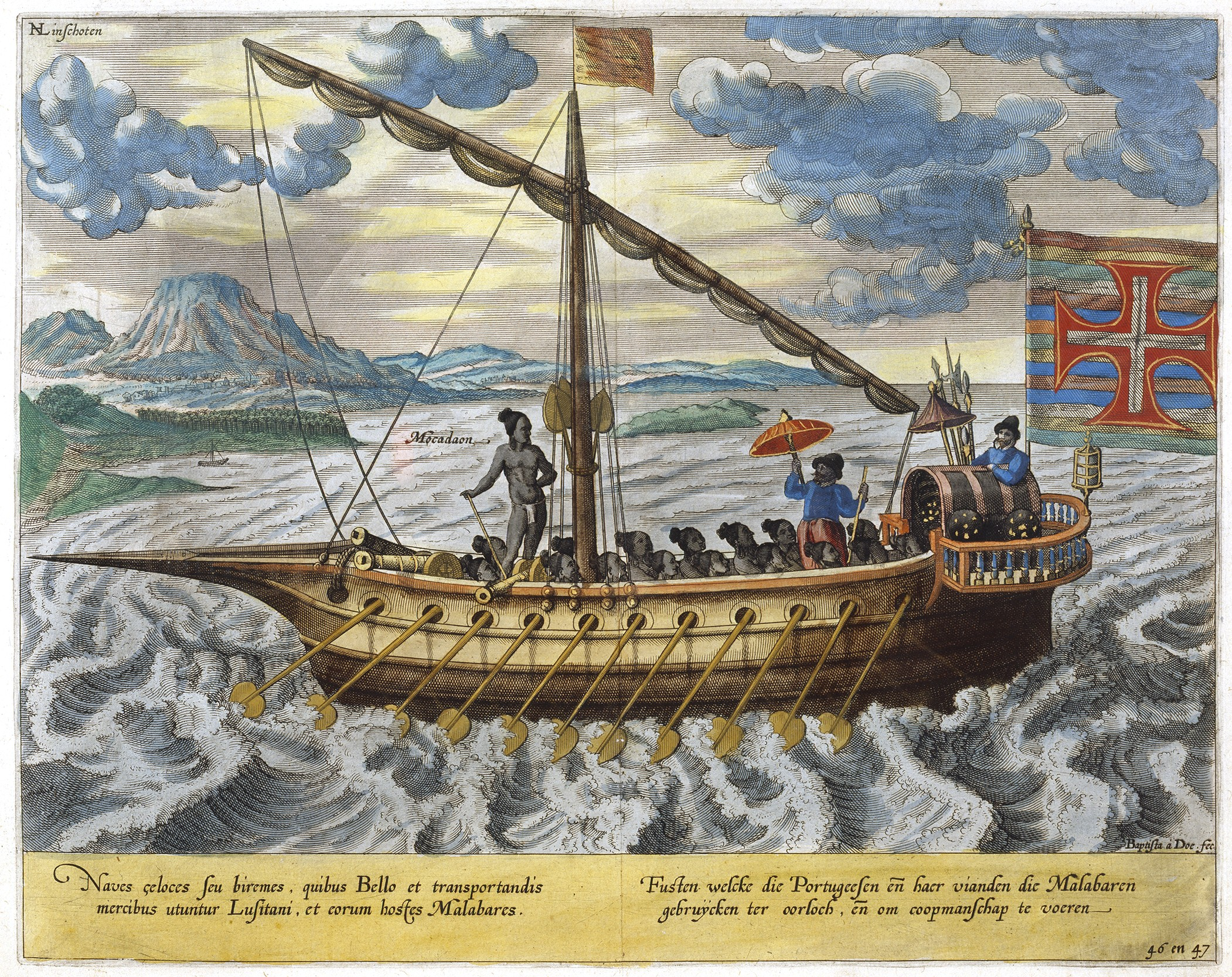
سفينة "فوستا" (Fusta).

في أيلول / سبتمبر 1510م، رسا بأسطول مكون من تسعة سفن «فوستا» (fusta) في جزيرة أندروس، التي كانت آنذاك تحت حكم الدولة البندقية، وأخذ عشرات من الأسرى الذين تم افتدائهم لاحقاً. وفي وقت لاحق من نفس الشهر، رسا بأسطول من ست سفن «فوستا» (fusta) في جزيرة خيوس الواقعة تحت حكم جمهورية جنوة، وأجبر الحاكم على دفع 100000 «أسبري» (عملة فضية - aspri) في مقابل اطلاق سراح الجزيرة.

### فيالبحر التيرانيوسواحلإسبانيا

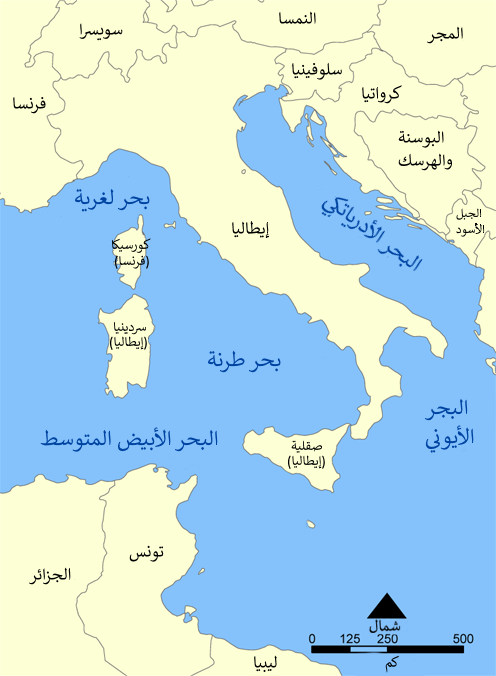
البحر التِّيراني أو بحر طرانة في وسط الخريطة.

بين 1510-1514م انتقلت عمليات كوردوغلو البحرية إلى البحر التيراني وسواحل إسبانيا، حتى قاربت حركة النقل البحري في المناطق المحيطة بصقلية، وسردينيا، وكالابريا، ومملكة نابولي إلى التوقف تقريبا.
في صيف عام 1514م، استطاع بسفينة قادس (Galley) واحدة وثلاث سفن «فوستا» (fusta) أن يأسر الأسيطيل (أسطول صغير) الجنوي بالقرب من جزيرة كورسيكا، بما في ذلك القائد البحري ماتيو تروتشو (Matteo Trucco).
في شباط / فبراير 1515م أغار كوردوغلو على رودس وفي تموز / يوليو رسا في جزيرة خيوس، ومنها أبحر ليغير على سواحل صقلية. في وقت لاحق من نفس العام ظهر قبالة سواحل ليغوريا حيث استولى على بسفينة قادس (Galley) جنوية وسحبها بطاقمها إلى قاعدته في بنزرت.

### دعوته للخدمة في الأسطول العثماني
في شباط / فبراير 1516م ظهر قبالة جزيرة كورفو حيث تلقى هناك رسالة من السلطان العثماني سليم الأول الذي كان في أدرنة في هذه الوقت، ودعا فيها كوردوغلو للخدمة في الأسطول العثماني. وبهذا لعب كوردوغلو لاحقاً دورا رئيسيا في الفتح العثماني لمصر عام 1517م وفي فتح رودس في عام 1522م.

منطقة توسكانا في إيطاليا مبينة باللون الأحمر.

منطقة كاتالونيا في إسبانيا مبينة باللون الأحمر.

في نيسان / أبريل عام 1516م، هاجم المدن الساحلية لإقليم ليغوريا الإيطالي بقوة مكونة من 20 سفينة واغتنم منها، كما استولى أيضا على سفينة قادس (Galley). في منتصف نيسان / أبريل، أسر أسطولا من 18 سفينة تجارية لصقلية كانت متجهة إلى جنوة، وأرسلهم إلى قاعدته في بنزرت. ومن هناك ذهب إلى توسكانا ومنع تحرك كل السفن تقريبا بالقرب من ميناء تشيفيتافيكيا. أعدت الولايات البابوية أسطولا وضعته تحت قيادة جيوفاني دي بياسا (Giovanni di Biassa) وباولو فيتّوري (Paolo Vettori) للاشتباك معه.
في وقت لاحق في هذا الشهر أغار كوردوغلو على سواحل كاتالونيا في إسبانيا.

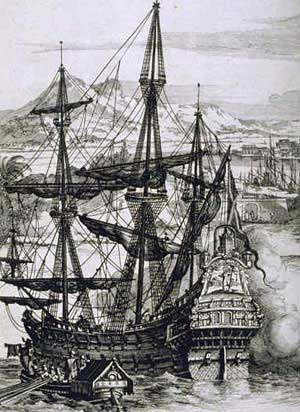
سفينة غاليون (Galleon) إسبانية.

في أيار / مايو عام 1516م، رسا كوردوغلو مرة أخرى في ليغوريا مع القبطانين خير الدين بربروس وبيري ريس. تحالفت جمهورية جنوة مع قوات الدولة البابوية تحت قيادة فديريغو فريغوسو Federigo Fregoso، رئيس أساقفة ساليرنو في حربها ضد كوردوغلو، وانضمت إليهم قوات بريجون دو بيدو (Prégent de Bidoux)، وبرناردينو دورنوسون (Bernardino d’Ornesan) وسرفيون (Servian) التي بلغ مجموع قواتهم 6 قوادس (Galley) و 3 سفن غاليون (galleon) ضخمة. ولكن في غضون ذلك الوقت، استطاع الأسطول المشترك لكوردوغلو وخير الدين بربروس وبيري ريس، والذي بلغ مجموعه 27 سفينة منهم 4 قوادس و 24 سفينة «فوستا»، أن يهاجموا ميناء تشيفيتافيكيا (Civitavecchia)، ثم يبحروا من خلال قناة بيومبينو ويرسوا في جزر غيانّوتري (Giannutri) وإلبا، ويحاصروا القلعة الموجودة في المنطقة.

ساحل بوليا مبين باللون الأخضر.

في حزيران / يونيو 1516م رسا كوردوغلو على ساحل بوليا وأسر ما يقرب من 800 أسير. ثم أبحر حول كالابريا إلى البحر التيراني، حيث استولي على السفينة الصقلية التي كانت قد وصلت مؤخرا من إنجلترا وأفرغت حمولتها في ميناء جنوة قبل أن تعود إلى صقلية. ثم أبحر بعدها إلى جربة.

## قائداً للأسطول العثماني
بينما كان كوردوغلو في جربة، تلقى كابوجوباشي (بالتركية: Kapucubaşı) السلطان العثماني سليم الأول (كابوجوباشي: المبعوث الرسمي للسلطان العثماني في القرون الوسطى، وقد ارتبطت بعثاتهم في الغالب باستدعاء السادة أو القادة العسكريين) الذي طلب منه أن يصبح قائدا للأسطول العثماني وينضم إلى الحملة العثمانية ضد الدولة المملوكية في مصر (1516-1518م). قبل كوردوغلو العرض وبدأ الاستعدادات على الفور، ولكن الهجوم الفرنسي-الإسباني المشترك على حلق الوادي وبنزرت في آب / أغسطس 1516م أخر مشاركته.

### الهجومالفرنسي-الإسبانيعلىحلق الواديوبنزرت1516م
كانت القوات الفرنسية-الإسبانية المشتركة قد انضم إليهم عدة أساطيل وقوات أخرى:
- أسطول الدولة البابوية تحت قيادة فديريغو فريغوسو (Federigo Fregoso) رئيس أساقفة ساليرنو وكان معه قوة من 1000 جندي.
- وكان يرافقهم قوة باولو فيتوري (Paolo Vettori) الذي قاد خمسة سفن بابوية: 3 قوادس (Galley) وسفينتين بريجانتين (شراعية بصاريين- brigantine).
- وقوة جيوفاني (Giovanni) وأنطونيو دي بياسا (Antonio di Biassa) الذين قادا 4 قوادس (Galley) بابوية.
- وقوة أندريا دوريا الذي قاد 8 قوادس (Galley) جنوية.
- والقوات المشتركة لبريجون دو بيدو (Prégent de Bidoux) وبرناردينو دورنوسون (Bernardino d’Ornesan) وسرفيون (Servian) التي بلغ مجموع قواتهم 6 قوادس (Galley) و 3 سفن غاليون (galleon) ضخمة.

كانت أساطيل القوات المشتركة الإسبانية-الفرنسية-البابوية-الجنوية قد بحثت عن كوردوغلو في منطقة واسعة بين إلبا، كابرايا (Capraia)، كورسيكا وسردينيا قبل وصولهم إلى سواحل تونس. ومن هناك أبحرت تلك الأساطيل جنبا إلى جنب نحو بنزرت. اختبأت السفن الفرنسية والجنوية ليلاً وراء جزيرة غاليتا (Galitta) قبل مهاجمة ميناء بنزرت في الصباح. دُمرت العديد من سفن كوردوغلو التي كانت ترسو في الميناء، ولكن في أثناء القتال تمكن كوردوغلو من الاستيلاء على ستة قوادس (Galley) فرنسية تم استخدامها لاحقاً أثناء الفتح العثماني لمصر عام 1517م. نزلت قوات جنوة في الميناء ولكن تم صدهم من قبل العثمانيين والتونسيين فأُجبروا على التراجع بعدما فقدوا قادسين (Galley) من سفنهم.
وأخيرا ترك كوردوغلو بنزرت وأبحر للانضمام إلى الأسطول العثماني الذي توجه نحو مصر. في طريقه رسا في ألبانيا، حيث استولى على سفينة بندقية بالقرب من مدخل البحر الأدرياتيكي.
وفي أيلول / سبتمبر 1516 شارك في الحملة البحرية العثمانية على المماليك في مصر.
في وقت لاحق في أيلول / سبتمبر 1516م، وصل إلى جزيرة خيوس مع 4 قوادس و 18 سفينة «فوستا»، حيث عبأ سفنه بالماء واللوازم، قبل الإغارة على موانئ كريت التي كانت تحت سيطرة البندقية.
على مقربة من كيب ماليو (Cape Maleo) في رودس، لمح كوردوغلو سفينتين بندقيتين، اتجهت واحدة منهما نحو كيثيرا (Kythira) حيث تمكن طاقمها من النزول على الأرض ولكنه اضطر إلى التخلي عن السفينة إلى قوات كوردوغلو، في حين أن السفينة البندقية الأخرى تم الاستيلاء عليها في البحر، بكامل طاقممها، وقبطانها مارينو فالييه (Marino Falier)، الذي كان معه 2000 دينار أفرنتي (الذهب البندقي) ولكنه اضطر إلى دفع 3000 دينار أفرنتي أخرى من أجل افتداء نفسه والحصول على حريته. في هذه الأثناء تمكن كوردوغلو من الاستيلاء على سفينتين أخرتين للبندقية أحدهما كارافيل شراعية والأخرى غاليون (galleon).
ثم أبحر لاحقاً نحو رتيمو (Retimo) وفراسكيا (Fraschia) وخانية في كريت، حيث استولى على العديد من السفن الأخرى. بعد خروجه من جزيرة كريت أغار على أربعة جزر تسيطر عليها البندقية في بحر إيجة: ميكونوس، سكيروس، سيريفوس وميلوس. ومن هناك أبحر نحو كالابريا مع 15 سفينة ونزل في كروتوني وقصف قلعة المدينة.
ثم أبحر في وقت لاحق نحو بوليا مع قادسين (Galley) و3 غاليوتات (galliot) و 6 فوستا (fusta) وأربع سفن أخرى، ونزل في سالنتو قبل أن يغير على سوبرزانو، حيث أسر أيضا العديد من السجناء ولكن حررهم مقابل 1200 دينار أفرنتي (الذهب البندقي).
من هناك، أبحر كوردوغلو نحو البحر الأدرياتيكي، حيث تتبعه قادسين (Galley) تابعين لجمهورية البندقية من المسافة البصرية للتجسس على تحركاته. على مقربة من رأس سانتا ماريا (Cape Santa Maria) في ليفكادا انضم إلى أسطوله سفن أخرى وبلغ بذلك ما مجموعه 22 سفينة.
في نهاية أيلول / سبتمبر 1516م أبحر نحو أوترانتو واستولى على سفينة بندقية من زاكينثوس قبل أن يستولي على سفينتي فوستا (fusta) أخرتين تابعتين للدولة الباباوية.
شعر البنادقة بالخوف من أسطول كوردوغلو وبدوا عاجزين عن وقف عملياته في البحر الأدرياتيكي.

### محاولة اعتقالالباباليو العاشر

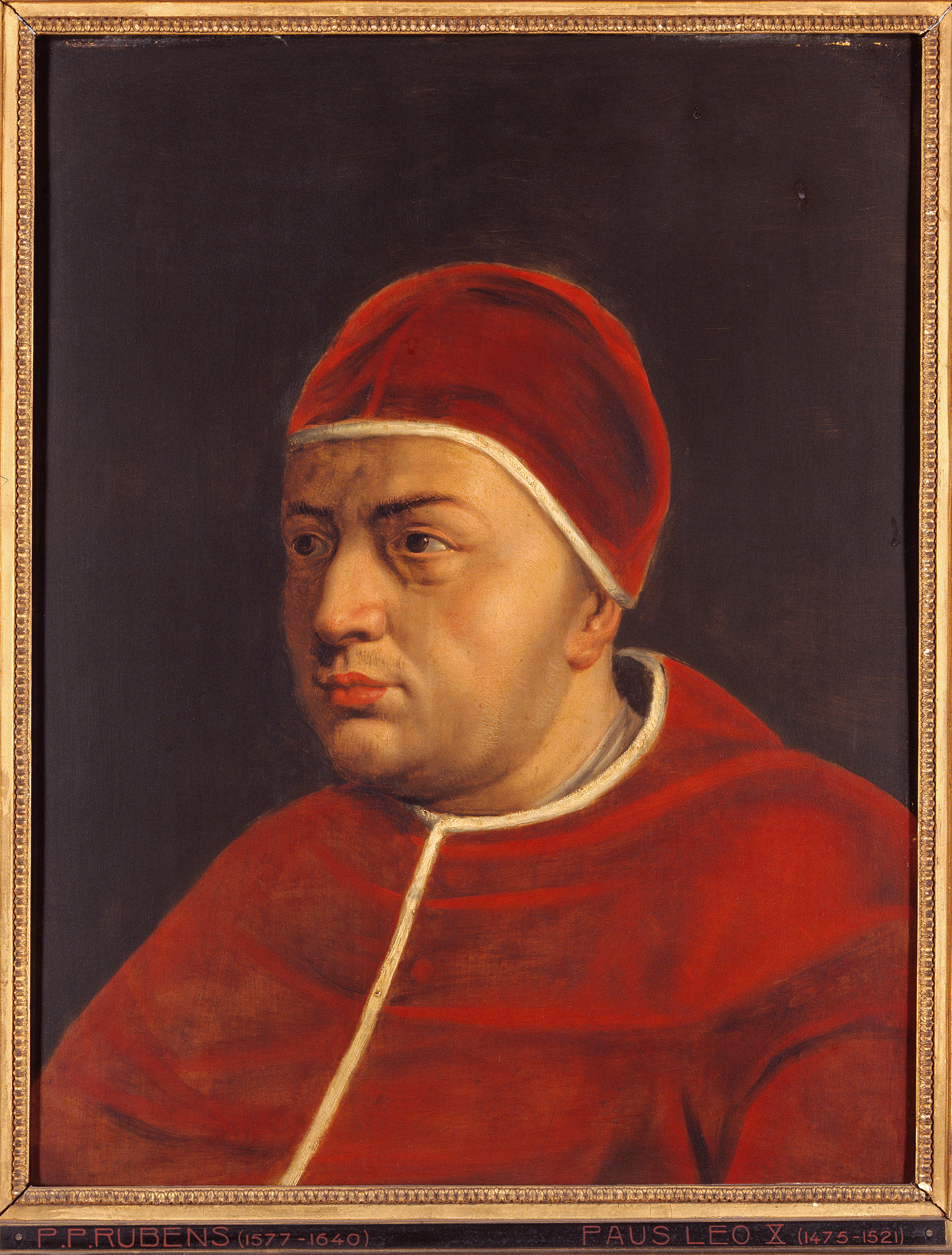
محاولة اعتقال البابا ليو العاشر.

في تشرين الأول / أكتوبر 1516 رسا كوردوغلو في لافينيو (Lavinio) مع قوة من 18 فوستا (fusta)، حيث كان يأمل في أن يقبض على البابا ليو العاشر الذي كان هناك في ذلك الوقت من أجل المشاركة في الصيد الملكي، ولكن الحراس البابويين جلبوا أخبار توغل كوردوغلو في الوقت المناسب فهرع البابا هرباً إلى روما.
في هذه الأثناء، أغار كوردوغلو على مستوطنة موجودة بين لافينيو و أنسيو (ضمن مقاطعة روما)، قبل أن يعود إلى سفنه ويبحر نحو جزيرة إلبا، التي أغار عليها وسلبها.
في أغسطس 1516م نزل في سردينيا قبل العودة إلى بنزرت.

## قائد الحملة البحرية العثمانية إلى مصر (1517)
في آذار / مارس عام 1517م انضم كوردوغلو بقواته الخاصة به والمكونة من 30 سفينة إلى أسطول عثماني ضخم بالقرب من جزيرة بوزجادا (Bozcaada أو Tenedos) في تركيا، متجاً إلى مصر ليشارك مرة أخرى في الحملة العثمانية ضد الدولة المملوكية.
أسند إليه السلطان سليم الأول قيادة خفارة الشواطئ المصرية (القيام بدوريات) لمنع هروب السلطان المملوكي طومان باي الذي استسلم أخيرا في 14 أبريل عام 1517م.

## إنشاء الأسطول العثماني المصري والأسطول العثماني في المحيط الهندي
في حزيران / يونيو عام 1517م دخل كوردوغلو ميناء الإسكندرية مع أسطول عثماني ضخم من 170 سفينة، مستولياً على سفينتين تابعتين لجنوة صادفهما في طريقه كانتا تحملان بضائع قيمتها 100,000 دينار أفرنتي (الذهب البندقي). ثم دخل نهر النيل بالعديد من السفن الخفيفة وأبحر جنوبا حتى وصل إلى القاهرة، قبل أن يعود إلى الإسكندرية حيث استولى هناك على سفينة تابعة لجمهورية راغوزا (الكرواتية).

### جولةنيليةمع السلطانسليم الأول
في الشهر التالي تموز / يوليو عام 1517م، أراد السلطان العثماني سليم الأول الذي عين كوردوغلو قائدا للأسطول العثماني المصري، أن يقوم بجولة شخصية بنفسه في أحدث الولايات العثمانية (مصر) التي قدمت لقب "الخليفة" إلى السلالة العثمانية، فأبحر كوردوغلو إلى أسفل نهر النيل مع قوة من 25 سفينة، والتي شملت السفن الكبيرة مثل سفن القوادس (Galley) والغاليوتات (galliot) والفوستا (fusta).
مع نهاية شهر تموز / يوليو عام 1517م، أبحر مع أسطوله من الإسكندرية حاملا 500 جندي إضافي من الإنكشارية، ثم توجه إلى الدردنيل.

### إنشاء أسطول البحر الأحمر والمحيط الهندي العثماني
أنشأ كوردوغلو أسطول البحر الأحمر والمحيط الهندي العثماني وجعل مقره في السويس بمصر، لمواجهة الأسطول البرتغالي المتمركز في غوا بالهند في عدة مناسبات خلال القرن 16. في هذه الفترة كان الراتب اليومي لكوردوغلو 80 «أسبري» (عملة فضية - aspri).

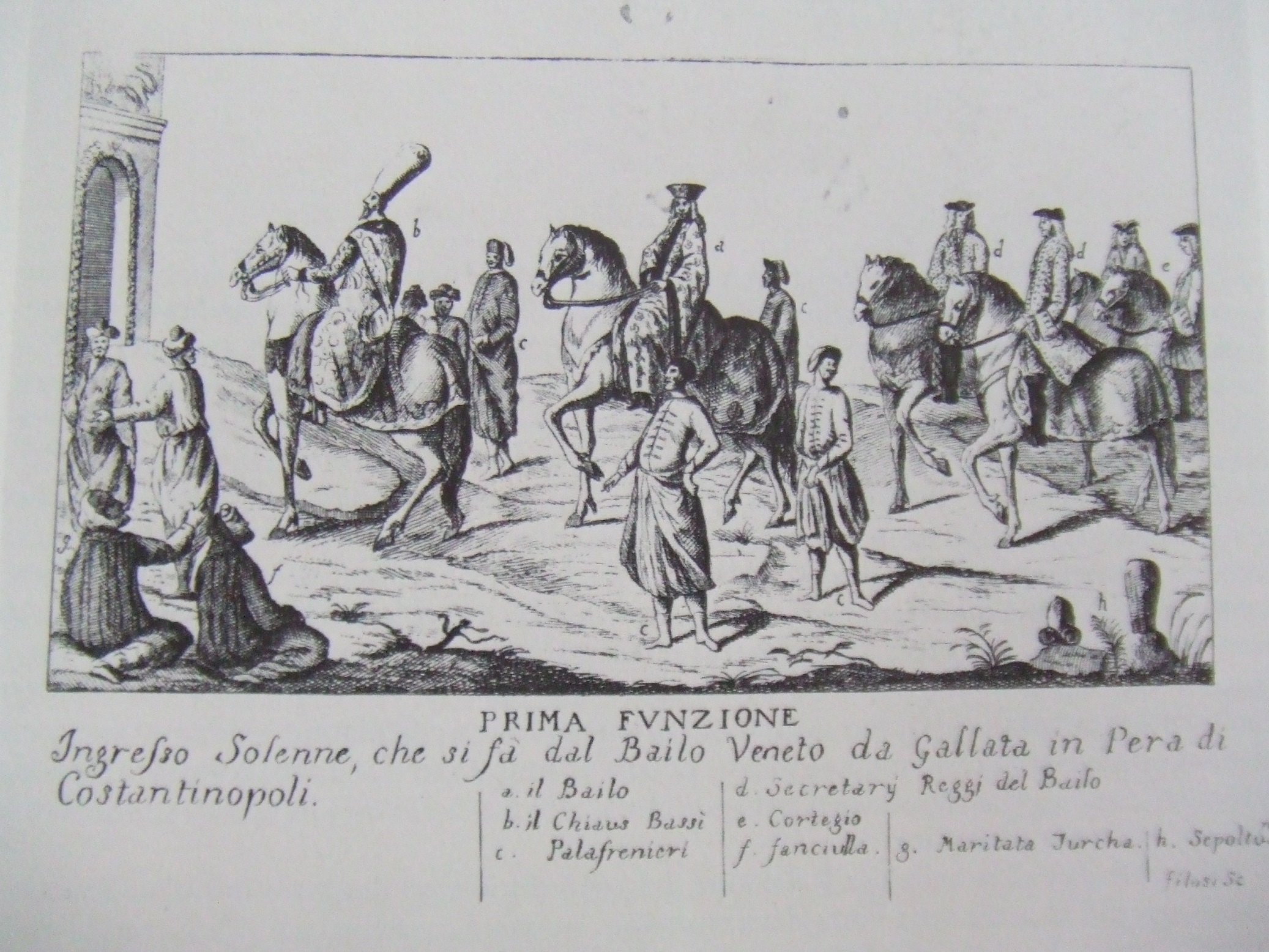
رسم قديم لدخول بايلو (Bailo) جمهورية البندقية الجديد (السفير المقيم) إلى إسطنبول حوالي عام 1700م.

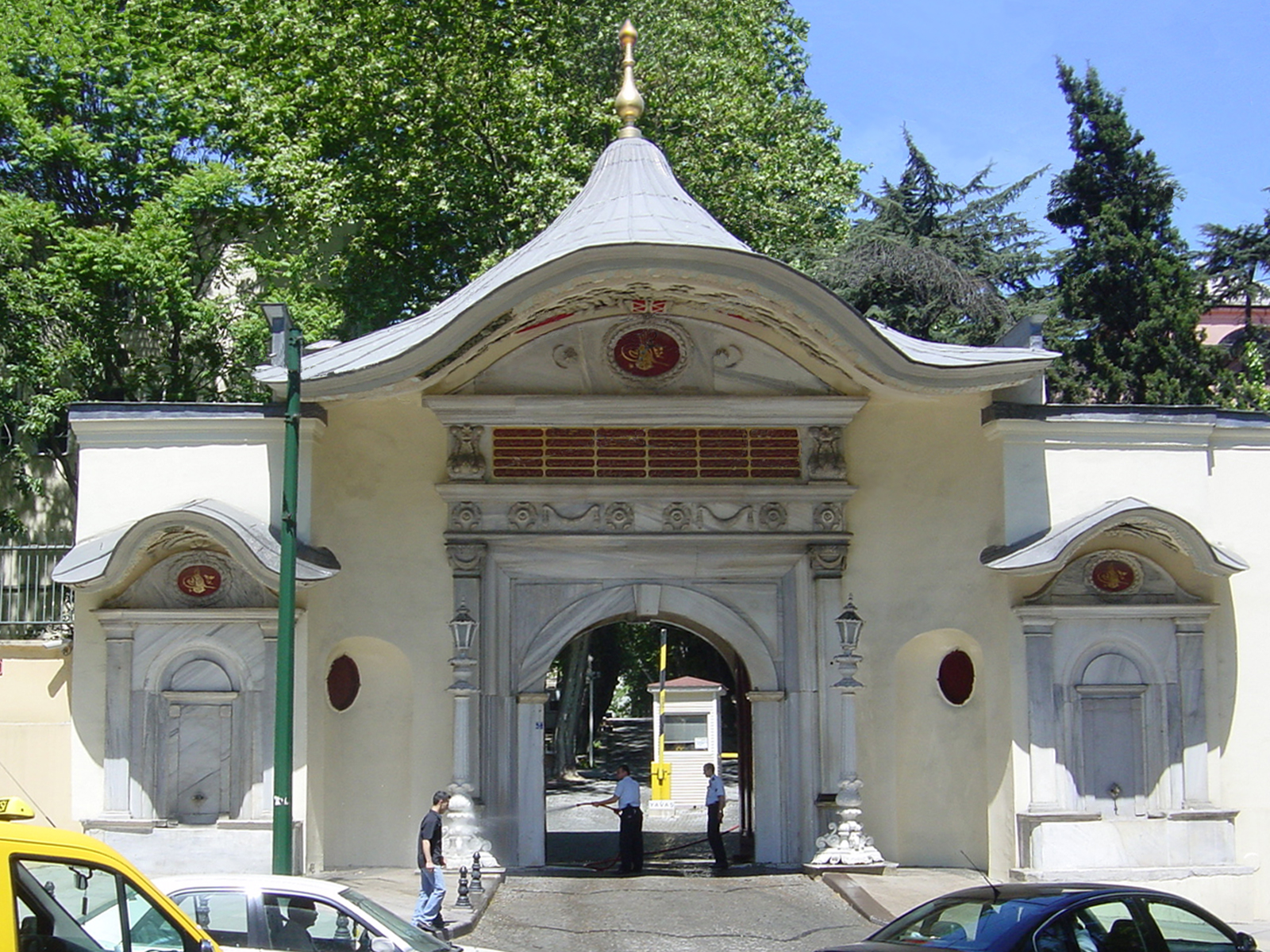
الباب العالي، باسطنبول، تركيا.

في تشرين الأول / أكتوبر 1517م ظهر في رودس. وبعدها بشهرين في كانون الأول / ديسمبر أغار على جزيرة ناكسوس التي كانت تسيطر عليها البندقية، والتي كانت مركز دوقية ناكسوس (وكانت تُسمى أيضا دوقية الأرخبيل، أو دوقية بحر إيجة). إلا أن الإمبراطورية العثمانية كانت متحالفة مع جمهورية البندقية في ذلك الوقت، فأرسل القبطان بيري ريس أمر السلطان سليم الأول إلى كوردوغلو ليفرج عن الأسرى البنادقة.
في كانون الثاني / يناير 1518م وصل كوردوغلو إلى إسطنبول وأعيد تعيينه لقيادة أسطول آخر كبير، على الرغم من احتجاجات السفير المقيم للبندقية (البايلو Bailo) المقيم في المدينة.
في آذار / مارس 1518م استولى كوردوغلو على سفينة بندقية بالقرب من مدينة ميتيليني في لسبوس (ثالث أكبر جزيرة يونانية وتقع في شمال بحر إيجة)، وفي وقت لاحق من ذلك الشهر أغار مرة أخرى على ناكسوس.
في تشرين الأول / أكتوبر 1518م قدّم بايلو البندقية (السفير المقيم باسطنبول) شكوى أخرى إلى الباب العالي داعيا أن كوردوغلو أسر 3000 من البنادقة ونقلهم إلى موانئ الأناضول.
في كانون الأول / ديسمبر 1518م انضم كوردوغلو إلى قوات أسطول القبطان بيري ريس ليجوبوا المياه (دوريات) بين إيمروز (İmroz) وجزيرة خيوس (كانت تُسمى بجزيرة «صاقز» أثناء الحكم العثماني لها).

## قائد الأسطول العثماني أثناء حصار رودس (1521-1522م)
في آذار / مارس 1519م عاد كوردوغلو إلى إسطنبول.
وفي أيلول / سبتمبر 1519م أسند إليه السلطان سليم الأول قيادة الأسطول العثماني الذي كان يجري إعداده لفتح رودس، مقر فرسان القديس يوحنا. ولكن السلطان سليم الأول تُوفي بعدها بعام في 22 أيلول / سبتمبر 1520م وكانت هناك 150 سفينة تحت الإنشاء في حوض بناء السفن العثماني «ترسانة عامرة» في إسطنبول، ويُحتمل أن هذه السفن كانت تُعد لفتح رودس.
تم فتح جزيرة رودس على يد السلطان سليمان القانوني في أعقاب وفاة والده السلطان سليم الأول عام 1520م.
في أيار / مايو 1521م أبحر كوردوغلو من إسطنبول مع أسطول كبير من 30 سفينة قادس (Galley) و50 سفينة «فوستا» (fusta)، وتوجه نحو رودس في أول محاولة له لغزو الجزيرة.
كان كوردوغلو يريد أيضا الانتقام من فرسان القديس يوحنا الذين قتلوا اثنين من إخوته وأبقوا أخ آخر له سجيناً في الجزيرة.
بعد وصوله إلى كيب ماليو (Cape Maleo) في رودس مع أسطوله، أنزل كوردوغلو قوات في الجزيرة وحاول أسر الرئيس الأكبر لفرسان القديس يوحنا، فيليب دي فييه دو ليل-آدم (Philippe Villiers de L'Isle-Adam) الذي تمكن من الفرار. بعدها سد كوردوغلو مدخل قناة رودس وأغرق العديد من السفن في الميناء، وفي نفس الوقت استولى على سفينة بندقية من جزيرة كريت.
أدرك كوردوغلو استحالة فتح الجزيرة بالعدد القليل الذي معه من الجنود، فقرر تأجيل الحصار النهائي إلى وقت لاحق، طالباً المزيد من التعزيزات.
في غضون ذلك، انضمت قوات كوردوغلو إلى قرة محمود وشارك في الحملة البحرية العثمانية على دبروجة جنوب شرق رومانيا اليوم، على ساحل البحر الأسود الغربي، والحملة البرية التي تلتها على الأفلاق (فالاشيا في رومانيا اليوم)، في يوليو 1521م.
في أوائل 1522م عاد كوردوغلو إلى رودس وحاول أسر سفينة فيليب دي فييه دو ليل-آدم (Philippe Villiers de L'Isle-Adam) الرئيس الأكبر لفرسان القديس يوحنا، عندما كان عائدا مع برجيون دو بيدو (Pregeant de Bidoux) من مرسيليا وبصدد دخولهما ميناء رودس.
في أيار / مايو عام 1522م، ظهر كوردوغلو مع 30 سفينة قادس (Galley) في كيب سانت انجيلو (Cape Sant’Angelo).
وبين حزيران / يونيو وتموز / يوليو، قاد كوردوغلو الحصار العثماني النهائي الناجح لجزيرة رودس عام 1522م، جنبا إلى جنب مع قرة محمود، تحت القيادة العليا لمصطفى باشا، وفي وقت لاحق بقيادة السلطان سليمان القانوني الذي أخذ شخصيا القيادة العامة للحصار في 28 تموز / يوليو 1522م.
نزلت قوات كوردوغلو على ساحل جزيرة رودس في 26 يونيو 1522م، وفي نهاية تموز / يوليو ظهر أمام مدينة رودس.
نجح العثمانيون في فتح الجزيرة قبل نهاية كانون الأول / ديسمبر 1522م.

## سنجق بكيجزيرة رودس
في أعقاب الفتح العثماني لرودس في نهاية 1522، عين السلطان العثماني سليمان القانوني كوردوغلو مصلح الدين ريس «سنجق بكي» (بالتركية: Sancakbeyi)، أي محافظاً، لجزيرة رودس.
في آذار / مارس عام 1524م، جمع كوردوغلو قوة كبيرة من القوات من الأناضول وجمّع أسطوله في رودس ثم أبحر إلى مصر لإخماد تمرد الجنود الإنكشارية في الاسكندرية ثم على سواحل لبنان، مع عياض باشا (Ayaz Pasha)، ثم عاد إلى مصر في أبريل عام 1524م.

## العودة إلى مياهالبحر الأيونيوالبحر التيراني

ساحل بوليا مبين باللون الأخضر.

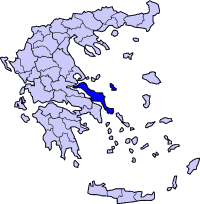
جزيرة وابية على خريطة اليونان، مبينة باللون الأزرق.

في آب / أغسطس 1524م وصل كوردوغلو جزيرة وابية مع قوة مكونة من سفينة قادس واحدة (Galley) وسفينتين غاليوت (galliot) و15 سفينة «فوستا» (fusta). وبعد مرور بعض الوقت هناك أبحر مرة أخرى نحو ساحل بوليا ورسا في أوترانتو وغاليبولي هناك حيث استولى على سفينة كبيرة وسبع سفن أخرى صغيرة.
أبحر كوردوغلو من غاليبولي عبر خليج تارانتو ووصل إلى صقلية، حيث أنزل قواته وهاجم العديد من الموانئ، قبل أن يبحر شمالا إلى البحر التيراني ثم جنوبا إلى الساحل البربري من شمال غرب أفريقيا.

## العودة إلىشرق البحر الأبيض المتوسط
في أيار / مايو 1525م وصل كوردوغلو إلى سواحل جزيرة كريت حيث استولى على أربعة سفن بندقية.
وفي آب / أغسطس 1525م من نفس العام رجع مرة أخرى إلى إسطنبول بقادسه (Galley) الخاص، بينما ترك السفن الأخرى في جزيرة تينوس، حيث كان قد استولى على 27 سفينة هناك: ست سفن قوادس (Galley)، وسفينتان كبيرتان، وغاليون (galleon) واحد و18 سفينة «فوستا» (fusta).
في إسطنبول، حصل كوردوغلو على 3 سفن كبيرة و 10 قوادس (Galley) من السلطان سليمان القانوني ثم أبحر ليقاتل فرسان القديس يوحنا الذين اتخذوا لهم قاعدة جديدة في صقلية وهاجموا السفن العثمانية (في وقت لاحق انتقل فرسان القديس يوحنا إلى مالطة عام 1530م، وأصبح ذلك مقرهم النهائي) جنبا إلى جنب مع القراصنة المالطيين الذين انضموا إليهم في تلك الهجمات.
في نيسان / أبريل 1527م تم اسناد مهمة أخرى له بمكافحة القراصنة المسيحيين بواسطة 10 قوادس (Galley).
في يوليو 1527م وصل إلى كيب ماليو (Cape Maleo) مع قوة من 10 قوادس (Galley) و3 سفن «فوستا» (fusta) وسفينتين بريجانتين (سفن شراعية بصاريين- brigantine)، واستولى على قادسين (Galley) بندقيين وأغرق السفينة البندقية المسماة غريمانا (Grimana). باع كوردوغلو البضائع المضبوطة في ميثوني قبل الإبحار إلى رودس مع السفن التي غنمها. ومن هناك أبحر إلى إسطنبول، ووصل في تشرين الثاني / نوفمبر 1527م.

## آخر عملياته قبل وفاته

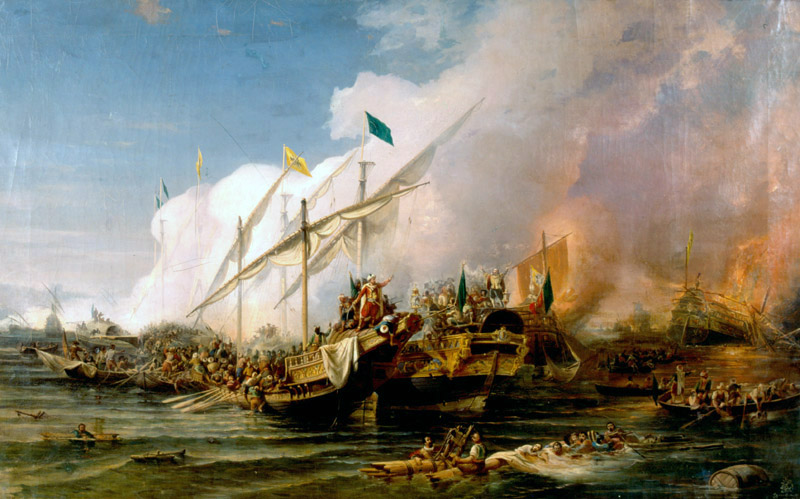
معركة بروزة أو بريفيزا معركة وقعت في 4 جمادى الأولى 945 هـ الموافق 28 سبتمبر 1538 م بالقرب من ميناء بريفيزا غربي اليونان، وانتصر فيها الأسطول العثماني على العصبة المقدسة (1538م) الصليبي الذي نظمه البابا بولس الثالث. لوحة لمعركة بروزة من رسم «عثمان نوري باشا».

في نيسان / أبريل 1530م ترك كوردوغلو الدردنيل مع قوة من 36 سفينة وأبحر إلى رودس، ثم ظهر بعدها بشهرين في حزيران / يونيو على سواحل صقلية مع 20 سفينة قادس (Galley) وبدأ في مطاردة فورميون (Formillon) القرصان الفرنسي الشهير في تلك الفترة، والذي تضررت منه السفن العثمانية.
عاد بعدها إلى إسطنبول ثم غادر المدينة في آذار / مارس عام 1532م ليصل إلى رودس في نيسان / أبريل 1532م.
في آب / أغسطس 1532م ذهب إلى زاكينثوس والتقى فينتشنزو كابيلو (Vincenzo Capello) قائد أسطول البندقية، والذي قاد في وقت لاحق القوات البندقية في معركة بروزة البحرية عام 1538م. اشترى كوردوغلو من البنادقة بـ 400 دينار أفرنتي (الذهب البندقي) من الحرير والملابس قبل أن يبحر نحو ميثوني ويستولي على سفينتين بندقيتين: أحدهما قادس اسمه زينا Zena، وسفينة أخرى) بالبضائع التي كانت علي متنهما. طلب محافظ زاكينثوس البندقي ماتيو بارباريغو (Matteo Barbarigo) من كوردوغلو أن يعيد قادس زينا ولكن كوردوغلو رفض. فتلاقى الطرفان في مناوشات بحرية ودمر كوردوغلو غاليون (galleon) بندقي حين قصف المينائين البندقيين: زاكينثوس وكيفالونيا.
وفي شباط / فبراير 1533م، عاد كوردوغلو إلى رودس.
في أيار / مايو 1533م، بينما كان خير الدين بربروس يُرسل سفينة استولى عليها من البنادقة من ميناء الإسكندرية بمصر إلى إسطنبول، تعقب السفينة مجموعة من السفن ينتمون إلى جمهورية البندقية وبدئوا يقصفونها. سمع كوردوغلو صوت القصف من بعيد، فوصل في الوقت المناسب لينقذ السفينة ويطارد القوات البندقية، في حين سحب السفينة إلى ميناء فينيقيه في الأناضول وأنقذ البضائع الثمينة التي كانت عليها.

### أثناءحصار كوروني

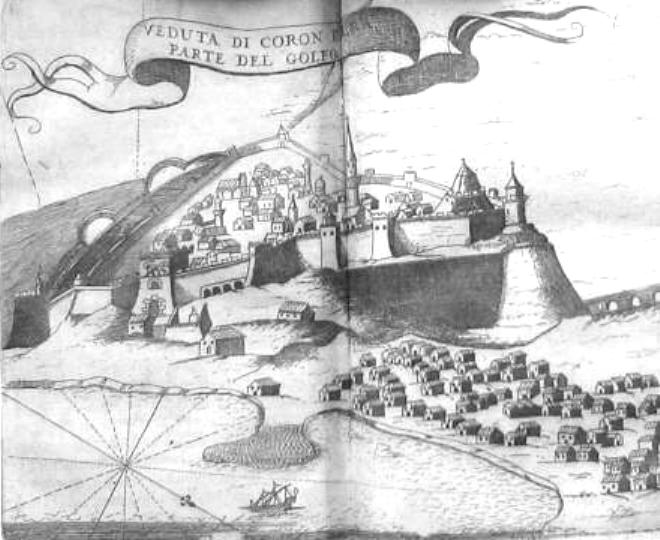
قلعة كوروني عام 1692م.

في يونيو 1533م ظهر كوردوغلو قبالة كوروني مع 25 سفينة وسحب سفينة بندقية استولى عليها الأسطول العثماني إلى رودس. وفي نفس الشهر، أبحر مع قوة من 4 قوادس (Galley) وسفينتين بريجانتين (سفن شراعية بصاريين- brigantine)، واستولى على قادسين (Galley) بندقيين بالقرب من ساموس كانا يحملان أسلحة أُرسلت للدفاع عن القلعة البندقية بالقرب من كوروني ضد الهجمات العثمانية.
ثم أبحر إلى كوروني وأجبر القائد فرانشيسكو نيكاردو (Francesco Nicardo) الذي عُين لمهمة الدفاع عن المنطقة من العثمانيين، على الإبحار بعيدا. وفي هذه الأثناء حرر سفينة عثمانية كان فرسان القديس يوحنا قد استولوا عليها وجلبوها إلى رودس، قبل أن يعود إلى كوروني ويواصل الحصار المفروض على المنطقة مع قوة من 40 سفينة حالت دون وصول دعم من أسطول البندقية.
في آب / أغسطس 1533م أبحر إلى رودس.
في أيلول / سبتمبر 1533م قام بدوريات في المنطقة ما بين جزيرة ميلوس وكيب ماليو (Cape Maleo) للبحث عن السفن البندقية والقراصنة المسيحيون الذين يعملون في المنطقة.
في تشرين الأول / أكتوبر 1533م قام بدوريات في المناطق القريبة من رودس، حيث بقي حتى وفاته في حوالي عام 1535م.

## ميراثه التاريخي
كان كوردوغلو مصلح الدين ريس من جيل البحارة العثمانيين العظام في القرن 16 أمثال خير الدين بربروس، عروج بربروس، كمال ريس، بيري ريس، تورغوت ريس، مراد ريس، بياله باشا وغيرهم الكثيرون. وقد ترك ورائه تراثا تاريخيا عظيماً.
- لعب دورا رئيسيا في فتح مصر (1517م) وفتح رودس (1522م). ظلت مصر محافظة عثمانية بحكم الواقع حتى عام 1882م، وبحكم القانون حتى عام 1914م. وبقيت رودس جزيرة عثمانية حتى عام 1912م.
- أنشأ كوردوغلو الأسطول العثماني المصري ومقره مدينة الاسكندرية، كما أنشأ الأسطول العثماني في المحيط الهندي ومقره مدينة السويس، وأنشأ مرابط سفن في وقت لاحق في عدن والبصرة.
- اشتهر ابنه كوردوغلو خضر ريس بعد قيادته الأسطول العثماني في المحيط الهندي ضد قوات البرتغاليين المتمركزة في غوا بالهند، وقيادة الحملة البحرية العثمانية إلى سومطرة في إندونيسيا (1568-1569م). أعلنت مقاطعة آتشيه في سومطرة الولاء للإمبراطورية العثمانية في عام 1565م، وأصبحت فعلياً جزءا من الإمبراطورية العثمانية مع وصول الأسطول العثماني وتمركز القوات العثمانية بها في عام 1569م. ومثّل هذا أقصى توسع إقليمي عثماني في الشرق.

## وصلات خارجية
- كوردوغلو مصلح الدين ريس (بالتركية).